# Base de monedas
El término base de monedas (en inglés coinbase) en el contexto de las criptomonedas hace referencia al espacio en un bloque que está reservado para acuñar monedas de acuerdo a las normas de consenso y para reclamar las tarifas ofrecidas al minero por incluir sus transacciones. En el caso de la emisión de nuevas monedas, esta se hace mediante una transacción que posee datos de entrada pero no de salida.

## Emisión de monedas
Generalmente la acuñación de nuevas monedas solo es posible cuando no hay un límite total de unidades monetarias en existencia, o cuando habiendo uno, no se ha alcanzado, y suele estar reglado de acuerdo a las normas de consenso del protocolo. En los casos en los que un minero intentase generar monedas contra las reglas o de forma fraudulenta, los demás participantes de la red ignorarían su bloque aunque cumpla con todos los demás parámetros de validez, a menos que el atacante haya aprovechado una falla descubierta en los nodos de los participantes que reciben el bloque, lo cual requeriría de la aplicación de un parche para detectar el ataque.

## Señalizaciones
Cabe destacar que la base de monedas puede contener también otros datos. Por ejemplo, el primer bloque de bitcoin (minado por Satoshi Nakamoto) contiene un texto que hace referencia al título de un artículo de periódico:
The Times 03/Jan/2009 Chancellor on brink of second bailout for banks
En consecuencia, esta sección suele ser usada por el minero de un bloque para realizar señalizaciones a la red si fuese necesario, como en el caso de los procesos de votación realizados de acuerdo al estándar BIP9.